# Rockstar (canción de DaBaby)
"Rockstar" (Estilizado en mayúsculas) es una canción del rapero americano DaBaby, con el rapero americano  Roddy Ricch. La canción fue lanzada el 17 de abril de 2020, como el segundo sencillo de su tercer álbum de estudio Blame It on Baby (2020). Esté escrito por los dos raperos. "Rockstar" pasó siete semanas no consecutivas en número uno en el Billboard Hot 100. 
La canción también logró llegar los gráficos en Australia, Canadá, Dinamarca, Grecia, Irlanda, Nueva Zelanda, Portugal, Suiza y el Reino Unido, y entró en el top 10 de los gráficos en Alemania, Países Bajos, Noruega, Suecia y Finlandia. Su vídeo de música está puesto en un apocalipsis de zombi.
El 12 de junio de 2020, DaBaby liberó un "Black Lives Matter remix" de "Rockstar", el cual reemplaza el intro con un verso extra de él, antes del resto de la canción, relacionado con las Protestas por la muerte de George Floyd, empezado en mayo de 2020, y su experiencia propia con abuso policial. La canción recibió nominaciones para Récord del Año, Más Melódico Rap Rendimiento, y Mejor Rap Canción en el 63.º Anual Grammy Premios.

## Recepción de la crítica
Sam Hockley-Smith de Entertainment Weekly, encontró a "Rockstar" y a "Find My Way" "pegadizo e inquietante", "permitiéndole a DaBaby repetir momentos desgarradores de violencia, confusión interior, confusión interior, y PTSD." En Pitchfork, Dani Blum notó que DaBaby "no imita Roddy Ricch tanto como ajustar su tono para complementar la característica," así, "su voz deviene más blanda, cuando cierra tan DaBaby consigue a oferta, cuando  habla sobre la sacudida física de PTSD."

## Video musical
DaBaby lanzó un tráiler una semana antes de su liberación, posteando fotos en Instagram de la ubicación de filmación. El Devanar Cabras-el vídeo dirigido fue estrenado el 26 de junio de 2020, protagonizando por los dos raperos cazando zombis en un campo abierto. El vídeo de siete minutos también presenta una escena puesto por DaBaby el coro y primer verso a "Amazing Grace", el cual también está presentado encima Blame It On Baby que sigue por los créditos que juegan su verso del Black Lives Matter remix.
En ''Rolling Stone'', Jon Blistein notó el vídeo "presume un claramente sensación cinematográfica" como los dos raperos son  fuertemente armado disparando una horda de zombis con "mucha acción exagerada ", que se "equilibra con una secuencia refrescante y consciente de sí mismos" en la que los dos interpretan la canción acompañados por un grupo de zombis que bailan y tocan instrumentos.

## Premios y nominaciones
| Año  | Organización                    | Premio                         | Resultado | Ref.  |
| ---- | ------------------------------- | ------------------------------ | --------- | ----- |
| 2020 | MTV Premios de Música del vídeo | Canción del verano             | Nominado  | [ 8 ] |
| 2021 | Grammy Premios                  | Récord del Año                 | Nominado  | [ 2 ] |
| 2021 | Grammy Premios                  | Mejor Melódico Rap Rendimiento | Nominado  | [ 2 ] |
| 2021 | Grammy Premios                  | Mejor Rap Canción              | Nominado  | [ 2 ] |

## "Rockstar Black Lives Matter Remix"
El 12 de junio de 2020, se lanzó un remix de la canción, titulado "Rockstar Black Lives Matter Remix". Una muchas otras canciones de protesta que habló fuera contra brutalidad policial en el despertar de las muertes de Breonna Taylor y George Floyd. Jessica McKinney de Complex (revista) explicado qué en esta versión, DaBaby "discute sus múltiples enfrentamientos con la policía, diciendo: 'Los policías quieren detenerme, avergonzarme / Abusar del poder, nunca me conociste, pensaste que era arrogante / De joven, la policía sacó sus armas como si me tuvieran miedo'", mientras que Roddy Ricch "comparte una experiencia similar, recordando una vez que la policía lo detuvo en una gasolinera". Él más tarde acabado en el deluxe versión de Culparlo Encima Criatura, el cual fue liberado el 4 de agosto de 2020.

## Presentaciones en Vivo
DaBaby y Ricch presentaron la canción en vivo en los BET Awards 2020. La actuación comenzó con un primer plano de DaBaby en el suelo con la rodilla de un oficial de policía sentado en su cuello, una recreación del asesinato de George Floyd. Luego apareció rodeado de manifestantes, canalizando las protestas a nivel nacional contra la brutalidad policial, y actuando frente a coches de policía en llamas. Ricch se unió a él para escuchar sus versos, de pie sobre un coche de policía..

## Covers
el 18 de julio de 2020, el rapero Mario Judah realizó su propia versión de "Rockstar".

## Posicionamiento en las listas
| lista (2020)                              | posición |
| ----------------------------------------- | -------- |
| Australia (ARIA)                          | 1        |
| Austria (Ö3 Austria Top 40)               | 1        |
| Bélgica (Flandes) (Ultratop 50)           | 2        |
| Bélgica (Valonia) (Ultratop 50)           | 9        |
| Canadá (Canadian Hot 100)                 | 1        |
| República Checa (Singles Digitál Top 100) | 3        |
| Dinamarca (Tracklisten)                   | 1        |
| Finlandia (Suomen virallinen lista)       | 4        |
| Francia (SNEP)                            | 6        |
| Alemania (Offizielle Deutsche Charts)     | 3        |
| Grecia (IFPI)                             | 1        |
| Hungría (Single Top 40)                   | 10       |
| Hungría (Stream Top 40)                   | 4        |
| Islandia (Plötutíðindi)                   | 9        |
| Irlanda (IRMA)                            | 1        |
| Italia (FIMI)                             | 8        |
| Lituania (AGATA)                          | 16       |
| Malasia (RIM)                             | 15       |
| Países Bajos (Dutch Top 40)               | 12       |
| Países Bajos (Mega Single Top 100)        | 1        |
| Nueva Zelanda (Recorded Music NZ)         | 1        |
| Noruega (VG-lista)                        | 2        |
| Polonia (Polish Airplay Top 100)          | 44       |
| Portugal (AFP)                            | 1        |
| Romania (Airplay 100)                     | 83       |
| Escocia (Scottish Singles Sales Chart)    | 4        |
| Singapur (RIAS)                           | 8        |
| Eslovaquia (Rádio Top 100)                | 41       |
| Eslovaquia (Singles Digitál Top 100)      | 2        |
| Spain (PROMUSICAE)                        | 38       |
| Suecia (Sverigetopplistan)                | 3        |
| Suiza (Schweizer Hitparade)               | 1        |
| Reino Unido (UK Singles Chart)            | 1        |
| Estados Unidos (Billboard Hot 100)        | 1        |
| Estados Unidos (Dance/Mix Show Airplay)   | 8        |
| Estados Unidos (Hot R&B/Hip-Hop Songs)    | 1        |
| Estados Unidos (Mainstream Top 40)        | 4        |
| Estados Unidos (Rhythmic)                 | 1        |
| Estados Unidos Rolling Stone Top 100      | 1        |

| lista (2020)                                      | posición |
| ------------------------------------------------- | -------- |
| Australia (ARIA)                                  | 5        |
| Austria (Ö3 Austria Top 40)                       | 8        |
| Bélgica (Ultratop Flanders)                       | 16       |
| Bélgica (Ultratop Wallonia)                       | 31       |
| Canadá (Canadian Hot 100)                         | 13       |
| Denmark (Tracklisten)                             | 6        |
| Francia (SNEP)                                    | 27       |
| Alemania (Official German Charts)                 | 8        |
| Hungría (Single Top 40)                           | 72       |
| Irlanda (IRMA)                                    | 4        |
| Italia (FIMI)                                     | 39       |
| Países Bajos (Dutch Top 40)                       | 67       |
| Países Bajos (Single Top 100)                     | 5        |
| Nueva Zelanda (Recorded Music NZ)                 | 8        |
| Suecia (Sverigetopplistan)                        | 8        |
| Suiza (Schweizer Hitparade)                       | 6        |
| Reino Unido Singles (OCC)                         | 7        |
| Estados Unidos Billboard Hot 100                  | 5        |
| Estados Unidos Dance/Mix Show Airplay (Billboard) | 27       |
| Estados Unidos Hot R&B/Hip-Hop Songs (Billboard)  | 3        |
| Estados Unidos Mainstream Top 40 (Billboard)      | 20       |
| US Rhythmic (Billboard)                           | 1        |

## Historial de lanzamiento
| Región         | Fecha               | Formato                      | Versión  | Sello                                         | Ref.   |
| -------------- | ------------------- | ---------------------------- | -------- | --------------------------------------------- | ------ |
| Varios         | 17 de abril de 2020 | Descarga digital, streaming  | Original | Interscope Records                            |        |
| Italia         | 24 de abril de 2020 | Radio de golpe contemporáneo | Original | Universal                                     | [ 74 ] |
| Reino Unido    | 24 de abril de 2020 | Radio de golpe contemporáneo | Original | Universal                                     | [ 75 ] |
| Reino Unido    | 24 de abril de 2020 | Radio contemporánea urbana   | Original | Universal                                     | [ 76 ] |
| Varios         | 12 de junio de 2020 | Descarga digital, streaming  | Remix    | InterscopeInterscope, South Coast Music Group | [ 1 ]  |
| Estados Unidos | 23 de junio de 2020 | Radio de golpe contemporáneo | Original | InterscopeInterscope, South Coast Music Group | [ 77 ] |